# Odilon Polleunis
Odilon Polleunis, parfois également nommé Lon Polleunis, né le 1er mai 1943 à Saint-Trond en Belgique et mort le 20 septembre 2023 dans la même ville, est un footballeur international belge devenu entraîneur.
Vainqueur du Soulier d'or 1968, il reste (en 2023), le seul joueur belge à avoir inscrit un but en demi-finale d'un tournoi majeur (la récente Ligue des Nations non comprise). Le 14 juin 1972, en demi-finale de l'Euro 72, il réduit l'écart à 1-2, en trompant le grand Sepp Maier, 18 minutes après avoir remplacé Maurice Martens.

## Biographie
Jouant comme attaquant, Odilon Polleunis remporte le Soulier d'or belge en 1968 avec Saint-Trond VV. Il rejoint le RWD Molenbeek en 1973. Dans le club bruxellois, il joue 82 matches officiels en trois saisons et remporte le championnat de Belgique en 1975. 
Il compte 22 sélections avec les Diables Rouges pour 9 buts marqués entre 1968 et 1975.
Avec la Belgique, il participe à la Coupe du monde de football 1970, au Mexique. Il est remplaçant lors du match contre le Salvador (3-0), ne joue pas contre l'URSS (1-4) et est titulaire contre le Mexique (0-1).
Il a aussi participé à l'Euro 1972, en Belgique. Il réduit l'écart à la 83e minute de jeu en demi-finale contre la RFA pour une défaite (1-2), mais prend la troisième place à l'Euro 1972.

## Palmarès
- Finaliste de la Coupe de Belgique de football en 1971 avec Saint-Trond VV, battu  par K Beerschot VAV (2-1 après prolongation).
- Vainqueur du Championnat de Belgique de football 1974-1975 avec RWD Molenbeek
- Soulier d'or belge en 1968
- Troisième à l'Euro 1972 avec la Belgique